# Un'estate da giganti
Un'estate da giganti (Les Géants) è un film del 2011 diretto da Bouli Lanners.
È stato presentato nella Quinzaine des Réalisateurs del 64º Festival di Cannes. Il film ha ricevuto un record di dodici candidature ai premi Magritte 2012, ottenendo cinque riconoscimenti, tra cui miglior film e miglior regia per Lanners.

## Trama
D'estate, i fratelli appena adolescenti Zack e Set, si ritrovano soli nella loro casa di campagna, abbandonati a se stessi da una madre perennemente impegnata e assente. Come ogni anno, si preparano a trascorrere un'estate monotona ma un giorno conoscono e legano amicizia con Dany, un ragazzo del posto, altrettanto solo e sbandato. A corto di soldi, decidono di affittare la casa dove vivono e di vagabondare senza meta.

## Riconoscimenti
- 2011 – Festival di Cannes[1]
  - Premio Art Cinéma
  - Premio SACD a Bouli Lanners
- 2012 – Premio Magritte[2]
  - Miglior film
  - Miglior regista a Bouli Lanners
  - Migliore attrice non protagonista a Gwen Berrou
  - Miglior fotografia a Jean-Paul De Zaeytijd
  - Migliore colonna sonora a Bram Van Parys
  - Candidatura come migliore sceneggiatura a Bouli Lanners ed Elise Ancion
  - Candidatura come migliore attore non protagonista a Didier Toupy
  - Candidatura come migliore promessa maschile a Martin Nissen
  - Candidatura come miglior sonoro
  - Candidatura come migliore scenografia a Paul Rouschop
  - Candidatura come miglior costumi ad Elise Ancion
  - Candidatura come miglior montaggio a Ewin Ryckaert
- 2012 – Premio Lumière
  - Candidatura come miglior film francofono